# Рёрт
Рёрт (нем. Rheurdt [ʁøɐt]) — община в Германии, в земле Северный Рейн-Вестфалия. Подчиняется административному округу Дюссельдорф. Входит в состав района Клеве. Население составляет 6545 человек (31 декабря 2020). Плотность населения 218 чел/км².

## География

### Географическое положение
Рёрдт расположен на левом берегу Рейна на Нижнерейнской низменности на высотах от 30 до 80 м над уровнем моря. Через коммуну протекают реки Неннепер Флёйт, Литтардше Кендель и Ландвербах. Высоты Рёртер и Шапхюзенер, проходящие с севера на юг, представляют собой конечные морены ледникового периода Заале (нем. Saale glaciation).

### Территория
Площадь коммуны составляет 30,03 км². Здесь находятся два населённых пункта: собственно Рёрт и Шапхюзен (нем. Schaephuysen). К Рёрту относится поселение Кенген. К Шапхюзену относятся поселения Финкенберг, Линд, Нойфельд и Зальхюзен.

### Соседние города и коммуны
Коммуна Рёрт граничит на севере с коммуной Иссум, на востоке с городами Камп-Линтфорт и Нойкирхен-Флюн (оба входят в район Везель), на юге с городом Кемпен (район Фирзен) и на западе с коммуной Керкен.